# XO-1b
XO-1bは、かんむり座の方角に約650光年の位置にある太陽系外惑星である。2006年に黄色の主系列星XO-1の周囲を公転しているのが発見された。

## 発見
2006年、プロとアマチュアの天文学者からなる国際チームは、太陽と類似の恒星の周囲を公転する木星程度の大きさの惑星を発見し、XO-1bと名付けた。ボルチモアにある宇宙望遠鏡科学研究所のPeter McCulloughに率いられたチームには、北アメリカとヨーロッパ出身の4人のアマチュア天文学者が含まれていた。
McCulloughらは、XO望遠鏡と呼ばれる比較的安価に使える望遠鏡を用い、太陽系外惑星探査を行った。この望遠鏡は双眼鏡に似た形で、2つの200mm口径の望遠レンズから構成されており、ハワイ州にあるハレアカラ山の頂上に設置されている。
2003年9月から2005年9月にかけて、XO望遠鏡は1万個もの明るい恒星を検出した。この時、McCulloughらのチームは、太陽系外惑星が存在する候補天体として事前に目途をつけておいた数十の恒星を観測した。特にXO-1は2005年6月に太陽系外惑星の存在候補とされていた。彼らはこの恒星を2005年6月から7月にかけて観測し、惑星程度の大きさの天体が食を起こしていることを突き止めた。McCulloughのチームはその後、天体の質量に関する情報を得て、この天体が惑星であると確定するためにテキサス州のマクドナルド天文台に移った。

### 通過

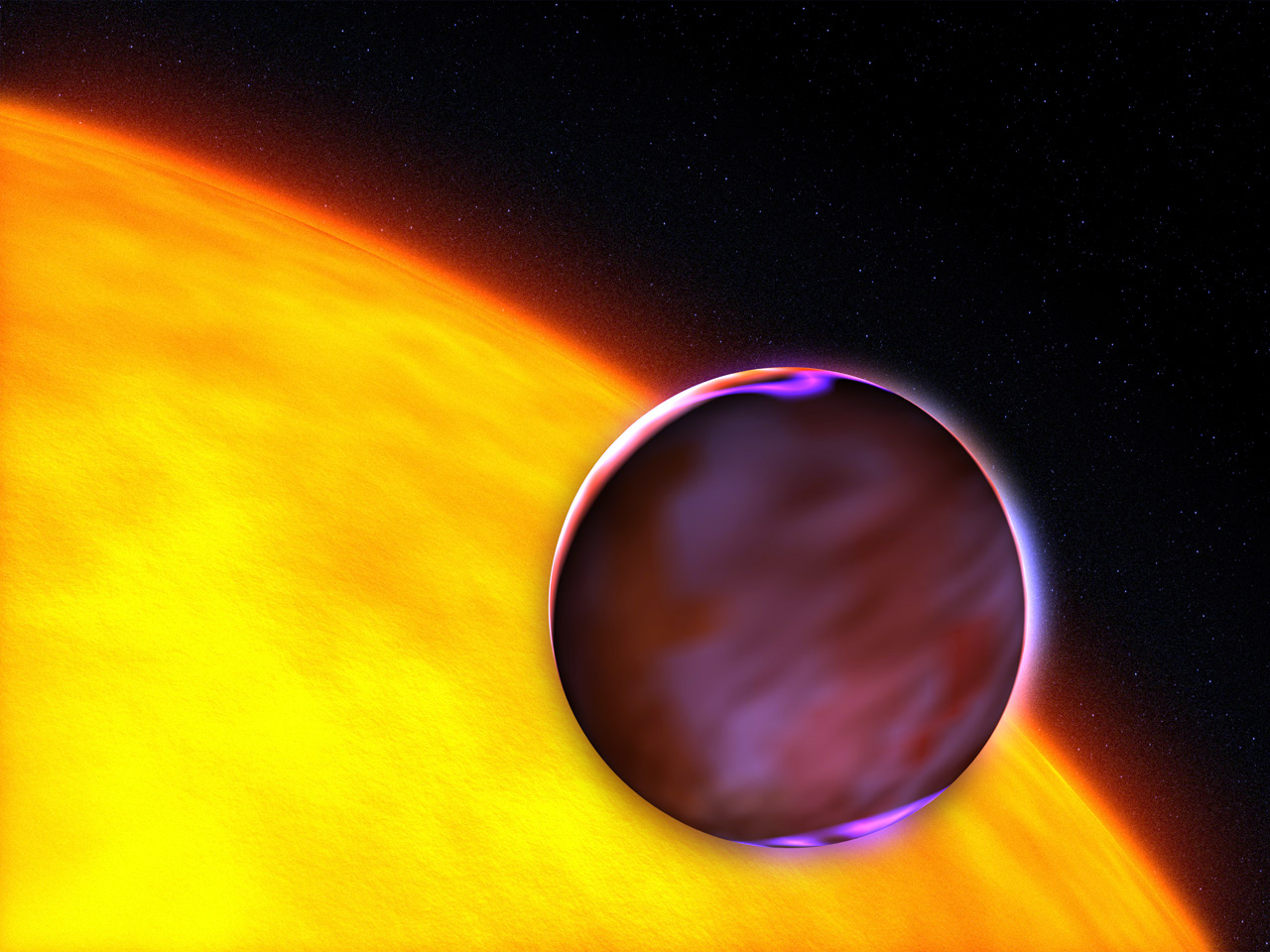
XO-1bの恒星前面通過の想像図

McCulloughのチームは、惑星が恒星のそばを通過する際の、恒星の放射輝度のわずかな減少を検出し、惑星を発見した。恒星からの光は、XO-1bの通過の際に約2%減少する。これらの観測により、XO-1bは主星の近傍の軌道を4日の周期で公転していることが明らかとなった。
当時、180個以上の太陽系外惑星が発見されていたが、XO-1bはトランジット法で発見された10個目の太陽系外惑星である。また、望遠レンズを用いて発見された2個目の太陽系外惑星である。1つ目であるTrES-1は、2004年にこと座で発見された。トランジット法によって、惑星の質量と半径を決定することが可能となる。これらの情報により、密度等の性質も求めることができる。

### 視線速度
チームは、テキサス大学のマクドナルド天文台にあるハーラン・J・スミス望遠鏡とホビー・エバリー望遠鏡を用いて惑星による主星の微かな動きを観測し、惑星の存在を立証した。視線速度法によって惑星の正確な質量を計算することができ、木星質量よりもわずかに小さいことが分かり、この惑星は、当初考えられていたよりもずっと質量が大きいことが明らかとなった。McCulloughは、「主星の前面を通過する既知の惑星の中で、XO-1bほど木星に近い性質を持つものはない。そしてXO-1は最も太陽に似ている。しかし、XO-1bは木星と太陽の間の距離よりもずっと主星から近い位置にある。」と語った。
チームがXO-1bを発見するために使った手法は、太陽系外惑星を探索する安価な方法として革命的なものであった。しかし、対象は主星から近い軌道を公転する惑星に限られ、主星からの光を観測可能なほど減少させるくらい大きな惑星でなければならない。

### 宇宙望遠鏡
McCulloughは、新しく見つかった惑星はハッブル宇宙望遠鏡やスピッツァー宇宙望遠鏡の観測対象の候補として完璧なものだと主張した。ハッブル宇宙望遠鏡は主星までの距離や惑星の大きさを正確に測定でき、スピッツァー宇宙望遠鏡は惑星からの赤外線放射の写真を撮影することができる。惑星が恒星の後ろに隠れたタイミングを利用して、スピッツァーにより惑星の軌道離心率の測定も可能となる。軌道離心率が大きい場合、軌道は扁平で、主星から受ける重力の強さの変化によって惑星が過熱されて大気が膨張し、計算された質量から予測されるよりも半径が大きい説明となる場合がある。

## 名称
2019年、世界中の全ての国または地域に1つの系外惑星系を命名する機会を提供する「IAU100 Name ExoWorldsプロジェクト」において、XO-1 と XO-1b はルーマニアに割り当てられる系外惑星系となった。このプロジェクトは、「国際天文学連合100周年事業」の一環として計画されたイベントの1つで、ルーマニア国内での選考、国際天文学連合 (IAU) への提案を経て太陽系外惑星とその主星に固有名が承認されるものであった。2019年12月17日、IAUから最終結果が公表され、XO-1はMoldoveanu、XO-1 bはNegoiuと命名された。Moldoveanuはトランシルヴァニアアルプス山脈ファガラシュ山群にあるルーマニアの最高峰モルドベアヌ山に、Negoiuは同じくファガラシュ山群にあるルーマニア第2の高峰Negoiu山に、それぞれちなんで名付けられた。

## 物理的特徴
木星程度の質量を持ち、主星の近くを公転する惑星は、ホットジュピターに分類される。HD 209458 bやTrES-1等の他の既知のホットジュピターと同様にXO-1bの密度は小さく、この惑星は主に水素とヘリウムから構成される木星型惑星であることを示唆している。